# Лаугна
Лаугна (нім. Laugna) — громада в Німеччині, знаходиться в землі Баварія. Підпорядковується адміністративному округу Швабія. Входить до складу району Діллінген. Складова частина об'єднання громад Вертінген.
Площа — 27,60 км2. Населення становить 1598 ос. (станом на 31 грудня 2020).

## Галерея

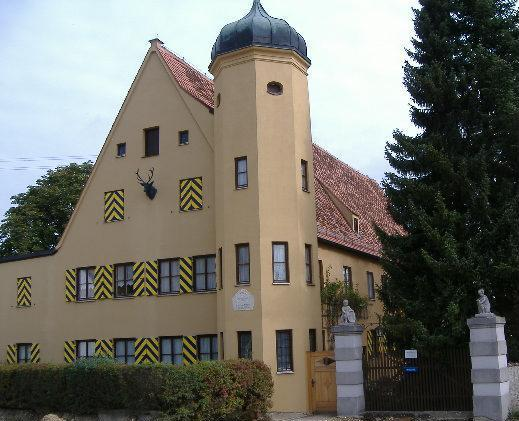